# Ali Salim al-Bayd
ʿAlī Sālim al-Bayḍ (in arabo علي سالم البيض‎?) (Hadramawt, 10 febbraio 1939) è un politico yemenita, esponente di spicco della Repubblica Democratica Popolare dello Yemen.

## Biografia
Fu vicepresidente della Repubblica dello Yemen dopo l'unificazione, dal 22 maggio 1990 al maggio 1994. Al-Bayd fuggì nel vicino Sultanato dell'Oman dopo la fallita secessione da lui tentata.
Dopo 15 anni di esilio, ʿAlī Sālim al-Bayḍ è riapparso sulla scena politica il 21 maggio 2009, in occasione del 19º anniversario dell'unità fra Yemen del Nord e Yemen del Sud. Ciò ha provocato un brusco innalzamento della tensione nel meridione del Paese, con scontri e violenze tra i manifestanti e le forze di sicurezza yemenite. In un'intervista televisiva tenuta in Germania, l'ex-vicepresidente della Repubblica si è dichiarato capo dei separatisti sud-yemeniti e ha preannunciato il suo ritorno nel meridione yemenita, definendo "una trappola" l'accordo di unificazione del 1990. Come risultato di ciò ha perduto il suo diritto di risiedere in Oman per aver violato le condizioni sottoscritte per ottenerne la cittadinanza.